# ГЕС Перучица
ГЕС Перучица (Perućica) — гідроелектростанція в центральній частині Чорногорії. Друга за потужністю в країні після ГЕС Піва, та перша за середньорічними обсягами виробництва електроенергії.
Станція створена з використанням потенціалу верхньої течії Зети (притока річки Морача, яка через Скадарське озеро та Буну належить до басейну Адріатичного моря). Горня Зета бере початок в масивах, які оточують рівнину із містом Никшич. З цієї рівнини вода йде у підземні карстові порожнини, щоб вийти на поверхню в Б'єлопавлицькій (Bjelopavlici) долині, котра знаходиться на кілька сотень метрів нижче. Використання цього перепаду висот і було покладене в основу гідроенергетичної схеми.
У межах проєкту біля Никшича створили три водосховища: «Vrtac» на самій Зеті, а також «Krupac» та «Slano» на струмках Мостаніца й Опачіца в західній частині долини. Два останні накопичують воду та з'єднані каналами із регулюючим сховищем «Vrtac», від якого бере початок дериваційний тунель довжиною 3,3 км, по завершенні якого починаються три напірні водоводи довжиною 1,8 км.
Машинний зал станції первісно запроєктували під вісім гідроагрегатів з турбінами типу Пелтон, проте в підсумку встановили лише сім: п'ять із генераторами по 40 МВА та два по 65 МВА. Це обладнання при напорі у 550 метрів забезпечує середньорічне виробництво на рівні 860 млн кВт·год (у рекордному 2010 році — 1435 млн кВт·год).
Видача продукції відбувається по ЛЕП, що працюють під напругою 110 та 220 кВ.